# Money’s Too Tight (To Mention)
Money's Too Tight (To Mention) ist ein Lied von den Valentine Brothers aus dem Jahr 1982. Das von Simply Red 1985 gecoverte Stück wurde von Stewart Levine produziert.

## Geschichte
„Money's Too Tight (to Mention)“ ist ein Song, der von The Valentine Brothers, John Valentine und Billy Valentine, geschrieben und zuerst aufgenommen wurde. Sie veröffentlichten den Song als Single im Jahr 1982 und erreichten damit Platz 41 der Billboard R&B Charts.
1984 nahmen Simply Red den Song auf. Dabei wurde die Melodie des Liedes nach Vorbild der 1980er Jahre angepasst, daher ist der Musikstil nun Synthie-Pop, New Wave und Soul. In der Handlung des Songs werden die Reaganomics behandelt.

## Simply Red-Version
Die Veröffentlichung der Simply Red Version fand am 3. Juni 1985 statt; das Stück ist 3:30 Minuten lang und erschien auf dem Album Picture Book und auch als Single, mit der B-Seite Open Up the Red Box.

### Musikvideo
Zu Beginn des Musikvideos von Simply Red betreten diese eine Bar und bieten den Song auf einer Bühne dar, dabei spielen einige Billard. Nebenbei sieht man auch einige Zwischenszenen; in einer davon unterhält sich Mick Hucknall, der Sänger der Band, mit einem Kumpel, und dann stößt ein betrunkener alter Mann zu ihnen, welcher von Mick Hucknall verprügelt wird. Daraufhin trinkt der alte Mann in der Bar noch ein paar Gläser Bier, danach tanzen einige Leute und am Ende torkelt der alte Mann.

### Kommerzieller Erfolg

#### Chartplatzierungen
| ChartsChartplatzierungen       | Höchstplatzierung | Wochen |
| ------------------------------ | ----------------- | ------ |
| Vereinigte Staaten (Billboard) | 28 (15 Wo.)       | 15     |
| Vereinigtes Königreich (OCC)   | 13 (12 Wo.)       | 12     |

#### Auszeichnungen für Musikverkäufe
| Land/Region                  | Auszeichnungen für Musikverkäufe (Land/Region, Auszeichnung, Verkäufe) | Verkäufe |
| ---------------------------- | ---------------------------------------------------------------------- | -------- |
| Vereinigtes Königreich (BPI) | Silber                                                                 | 200.000  |
| Insgesamt                    | 1× Silber ·                                                            | 200.000  |

## Weitere Coverversionen
- 1999: Mick Hucknall
- 2008: Alex Gaudino